# Kihyun
Yoo Ki-hyun (hangul: 유기현; Goyang, Gyeonggi-do, 22 de novembro de 1993), mais frequentemente creditado na carreira musical apenas como Kihyun (hangul: 기현), é um cantor sul-coreano. Ele é popular por participar do grupo masculino Monsta X, estreando no mesmo em 2015 como um dos finalistas do programa No.Mercy.

## Biografia
Kihyun nasceu em 22 de novembro de 1993 em Goyang, Coreia do Sul. Ele possui um irmão mais velho. Kihyun foi considerado o melhor vocalista dentre os trainees da Starship Entertainment.

## Carreira
Durante o No.Mercy, Kihyun colaborou com Soyou (do Sistar) e Giriboy para o lançamento do single Pillow, que foi oficialmente lançado em janeiro de 2015.
Em dezembro de 2014, Kihyun foi selecionado como um dos participantes do programa No.Mercy, que iria definir os sete membros do grupo Monsta X. No episódio final, Kihyun foi determinado como um dos ganhadores do programa, estreando como membro oficial do Monsta X em maio de 2015.
Em 2015, Kihyun e Jooheon foram selecionados para cantar a trilha sonora do drama Orange Marmalade. A canção Attractable Woman foi oficialmente lançada em maio, produzida por Crazy Park e sua equipe. Kihyun também cantou a trilha sonora One More Step do drama She Was Pretty.
Em janeiro de 2016, Kihyun foi convidado no programa King Of Masked Singer, onde impressionou os jurados por sua habilidade vocal. Ele também participou do reality show CEO Next Door. e estreou como MC no programa da MBC, My Type Beauty Plus.

## Discografia

### Trilhas sonoras
| Ano  | Título             | Drama                           | Notas                    |
| ---- | ------------------ | ------------------------------- | ------------------------ |
| 2015 | Attracted Woman    | Orange Marmalade                | com Jooheon              |
| 2015 | One More Step      | She Was Pretty                  |                          |
| 2016 | The Tiger Moth     | Shopping King Louie             |                          |
| 2017 | I've Got A Feeling | Suspicious Partner              |                          |
| 2018 | Can't Breathe      | Partners for Justice            | com Jooheon              |
| 2018 | Love Virus         | What's Wrong with Secretary Kim | com SeolA (Cosmic Girls) |
| 2020 | Again Spring       | Meow, the secret boy            |                          |

### Colaborações
| Ano  | Título      | Artista         | Álbum                | Notas |
| ---- | ----------- | --------------- | -------------------- | ----- |
| 2014 | Pillow      | Soyou e Giriboy | No.Mercy Part 2      |       |
| 2016 | Love Wishes | Starship Planet | Starship Planet 2016 |       |